# Holzwinden
Holzwinden ist ein Ort bei Linz im Mühlviertel in Oberösterreich wie auch Ortschaft der Gemeinde Steyregg im Bezirk Urfahr-Umgebung.
Der Ort befindet sich nordöstlich von Steyregg und ist von der Donau Straße über eine Nebenstraße erreichbar.

## Geschichte
Das früheste Schriftzeugnis ist von 1316 und lautet „Holtzwind“. Der Name geht auf althochdeutsch holz (Wald) und winida (Wenden, Slawen) zurück und bezeichnet einen Wald, in dem Slawen wohnen. Der Flurname ging auf die Siedlung über.